# 百得利路6號
百得利路6號（英語：6 Battery Road）舊稱渣打銀行大廈（Standard Chartered Bank Building），是一棟位於新加坡市中心萊佛士坊的摩天大樓，其地址為百得利路6號，與中國銀行大廈比鄰，大廈正面面向新加坡河。百得利路6號屬於甲級寫字樓，一些跨國企業接在此設立辦公室。截至2007年6月30日，大廈淨建築面積為46,060平方公尺，並且與新加坡地鐵萊佛士坊地鐵站相連。
此大廈的地上權為999年（由1926年8月25日起計），變相等同永久業權。
1999年，發展置地將此廈租金注入10年期債券上市，發行額為8億7千8百萬新加坡元。
大廈完工後，英商渣打集團向發展置地租用百得利路6號，這是英國公司最大的單一投資案，也是渣打集團旗下最大的建築物。但是，目前渣打新加坡分行已於2010年遷入濱海灣金融中心一座，僅部分部門保留在此。

## 歷史
百得利路6號由巴馬丹拿集團與RSP建築師計劃和工程師私人有限公司（RSP Architects Planners & Engineers）設計，大廈於1984年完工。其他參與開發的公司包括凱德商業信託、Clover Properties私人有限公司、安藤組、凱德集團、澳洲燈光設計公司（Lighting Design Partnership）、新加坡邁進集團（Meinhardt）、盛德律師事務所等。
1984年10月24日，大廈舉行開幕儀式，由當時渣打銀行總裁安東尼·巴柏爵士舉行。大廈第1樓、第20樓、第21樓、第43樓、第44樓進行過翻新工程，並於2002年3月完工。

## 建築結構
百得利路6號有著棕色波浪狀的混凝土外牆，大廈雖然是英國投資，但是在建設上都相當地參考中國風水，其中開幕日期甚至參考農曆，並選擇於吉日啟用。

## 設施
百得利路6號擁有獨特地專門設施，包括大樓大堂的禮賓服務台、沙發休息區、水景庭園景觀、背光式瑪瑙牆等。另外，地下室設有190個停車位空間。
- 百得利路6號（圖左棕色建築物）位於新加坡天際線位置。
- 渣打位于新加坡的分行。
- 仰视百得利路6号时的场景
- 从河对岸观看到的百得利路6号

## 外部連結
Six Battery Road-CapitaLand Commercial Trust（页面存档备份，存于）